# Mount Marriott
Der Mount Marriott ist ein 2735 m hoher Berg mit einer Schartenhöhe von 753 m im Südwesten der kanadischen Provinz British Columbia, im Squamish-Lillooet Regional District.

## Geographie
Der Mount Marriott ist ein Felsgipfel an den Quellen des Cayoosh Creek. Das Becken zu den Füßen des Gipfels kann leicht über einen Wanderweg erreicht werden. Auf den Gipfel gelangt man durch Kraxeln (YDS-Klasse 3). Die Monate Juli bis September bieten die besten Wetterbedingungen für einen Aufstieg. In der Nachbarschaft des Berges gibt es einige Seen, in denen im August und September gebadet werden kann.

## Geschichte
Der Berg wurde zu Ehren des Offiziers der RCAF, Terrence James Marriott, benannt, der bei Kämpfen im 2. Weltkrieg 1943 getötet wurde.